# Moon Lovers: Scarlet Heart Ryeo
Moon Lovers: Scarlet Heart Ryeo (hangul: 달의 연인 - 보보경심 려; RR: Dar-ui yeon-in - Bobogyeongsim ryeo) är en sydkoreansk TV-serie som sändes på SBS från 29 augusti till 30 oktober 2016. Lee Joon-gi, IU, Kang Ha-neul och Hong Jong-hyun spelar huvudrollerna.

## Rollista (i urval)
- Lee Joon-gi - Wang So
- IU - Go Ha-jin / Hae Soo
- Kang Ha-neul - Wang Wook
- Hong Jong-hyun - Wang Yo